# Stazione di Berlino-Gesundbrunnen
La stazione di Berlino-Gesundbrunnen (in tedesco Berlin-Gesundbrunnen) è una stazione ferroviaria di Berlino, posta nel quartiere omonimo.
In relazione alle altre 3 stazioni con nomi riferiti ai punti cardinali (Ostkreuz, Westkreuz e Südkreuz), lo scalo è identificato informalmente anche con l'appellativo Berlin Nordkreuz.

## Storia

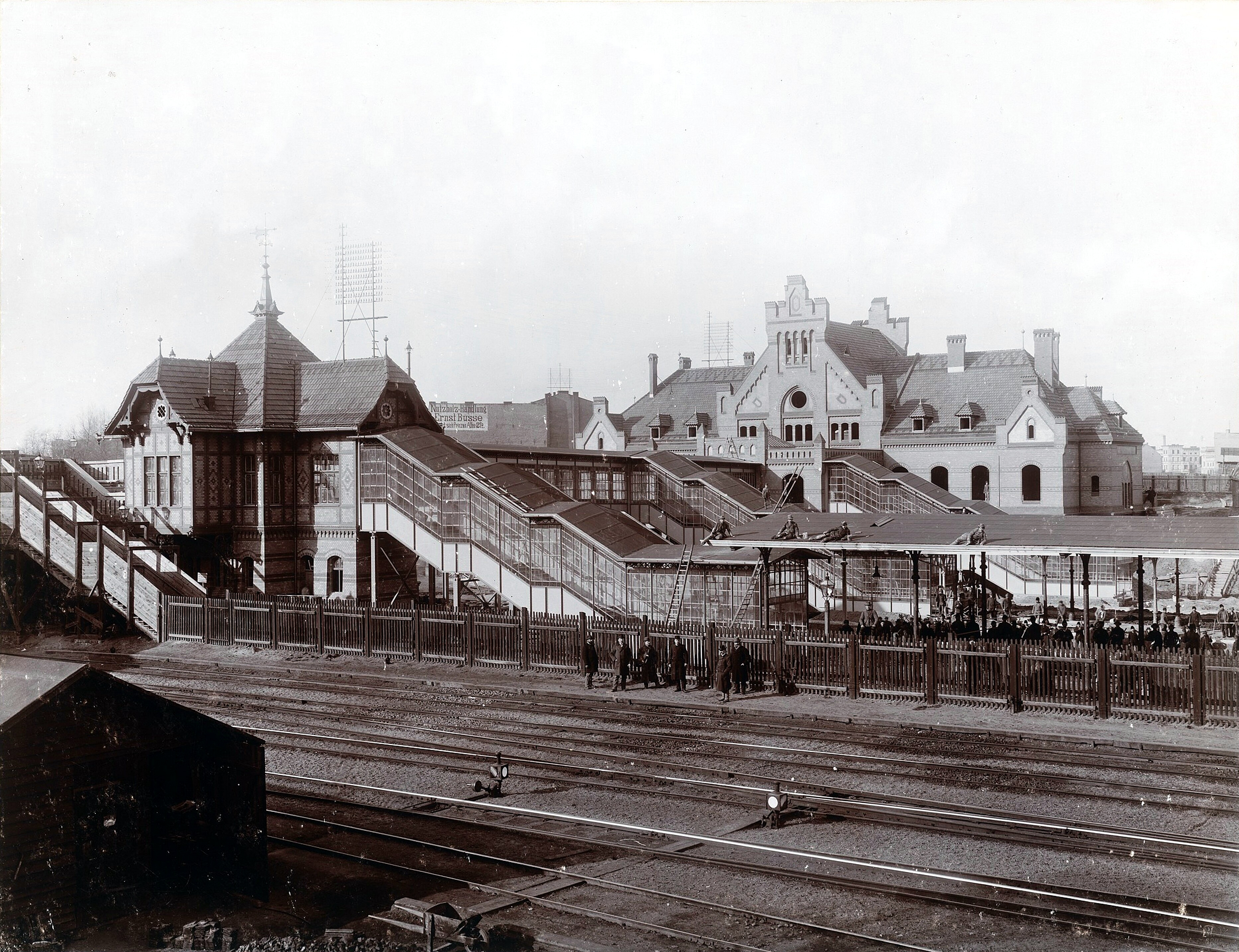
La stazione nel 1898

La stazione, all'incrocio fra la Ringbahn (ferrovia circolare) e la linea per Stettino (Stettiner Bahn) e Rostock (Nordbahn) fu inaugurata il 1º gennaio 1872.

Dal 1952, con la deviazione del traffico a lunga percorrenza sulle stazioni site nel settore orientale (Ostbahnhof e Lichtenberg), Gesundbrunnen viene adibita al solo traffico urbano (S-Bahn).

Fra il 1980 ed il 1984 anche questo servizio fu interrotto.

La nuova stazione per la lunga percorrenza è stata inaugurata il 28 maggio 2006, dopo 6 anni di lavori, ed è parte del nuovo tracciato ferroviario nord-sud, che comprende anche le nuove stazioni Hauptbahnhof, Potsdamer Platz e Südkreuz.

## Strutture e impianti
La nuova struttura, coperta da pensiline e sotto un tunnel stradale con piazzale, conta 10 binari (tutti con marciapiede), di cui 4 serventi la S-Bahn. Contando 2 binari della U-Bahn si arriva ad un totale di 12. La vecchia stazione, cambiata in molti aspetti, contava solo i 4 binari della "S" (sotto il tunnel), e molte strutture provvisorie sotto cantiere.

## Movimento

### Lunga percorrenza

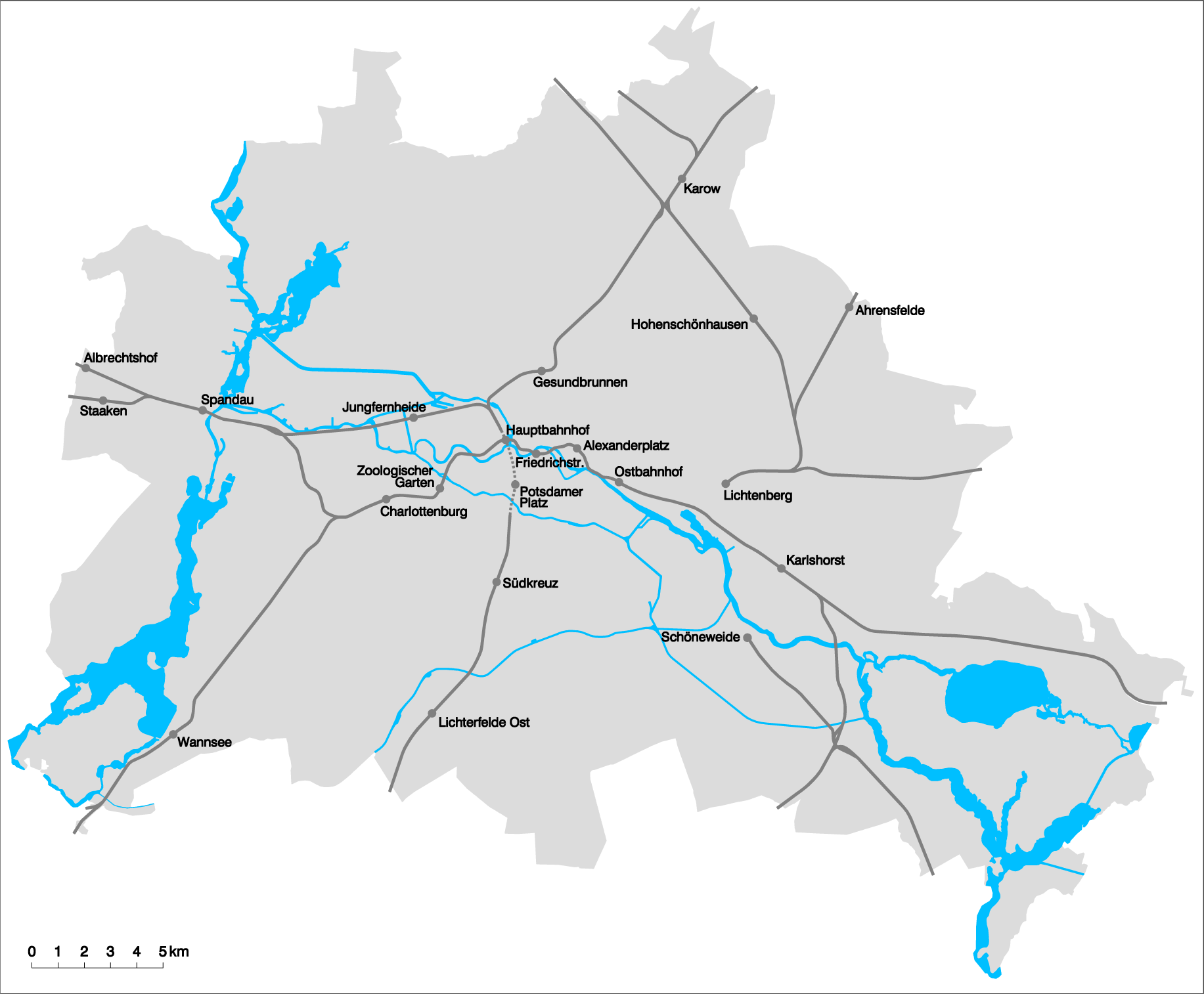
La rete ferroviaria passeggeri di Berlino dal 2006

Gesundbrunnen è divenuta (dal 2006) un'importante stazione per il transito nazionale ed internazionale (servita anche da ICE, Eurocity ed Intercity), rivoluzionando il precedente traffico limitato ai trasporti metropolitani. La nuova direttrice nord-sud di Berlino ha sostituito in parte alcune corse (del tipo Monaco-Berlino-Amburgo) che in precedenza percorrevano la Stadtbahn, oltre ad incrementare le relazioni dirette con Rostock. Collegata nazionalmente con tutte (pressoché) le maggiori città tedesche, ha fra le varie destinazioni internazionali Stettino, Varsavia, Praga e Budapest. La stazione è inoltre capolinea di un espresso proveniente dall'Ucraina, con svariate deviazioni (fra cui Charkiv e Odessa), che all'andata parte dalla stazione di Berlino Giardino Zoologico.

### Trasporto regionale e S-Bahn
La stazione è servita dalle linee S 1, S 2, S 25, S 41 e S 42 della S-Bahn, dalle linee regionali espresse RE 3, RE 5, RE 6 e FEX (Flughafen-Express).

## Interscambi
- Fermata metropolitana (Gesundbrunnen, linea U8)[2]
- Fermata autobus

## Galleria d'immagini

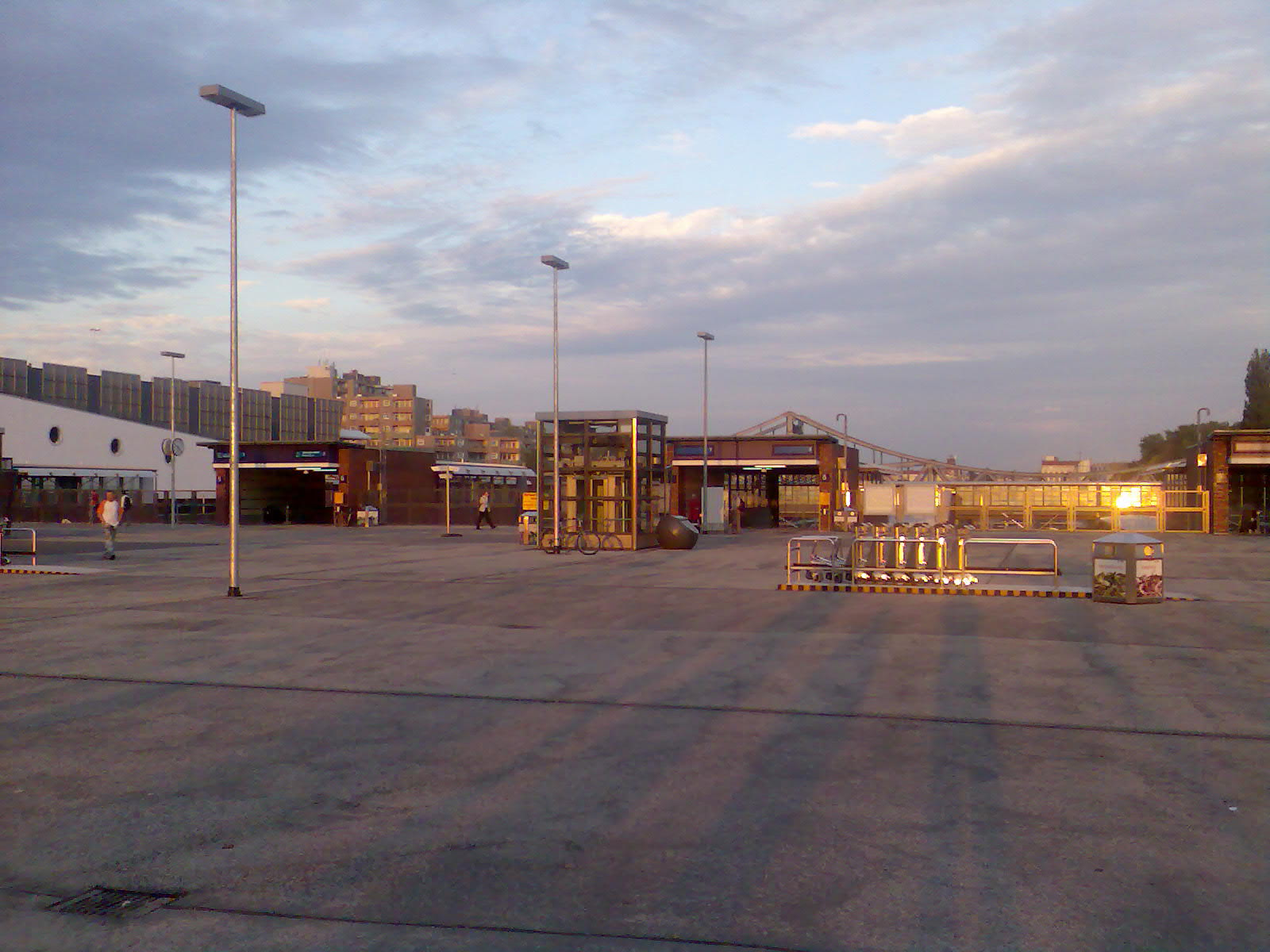
Esterno della stazione
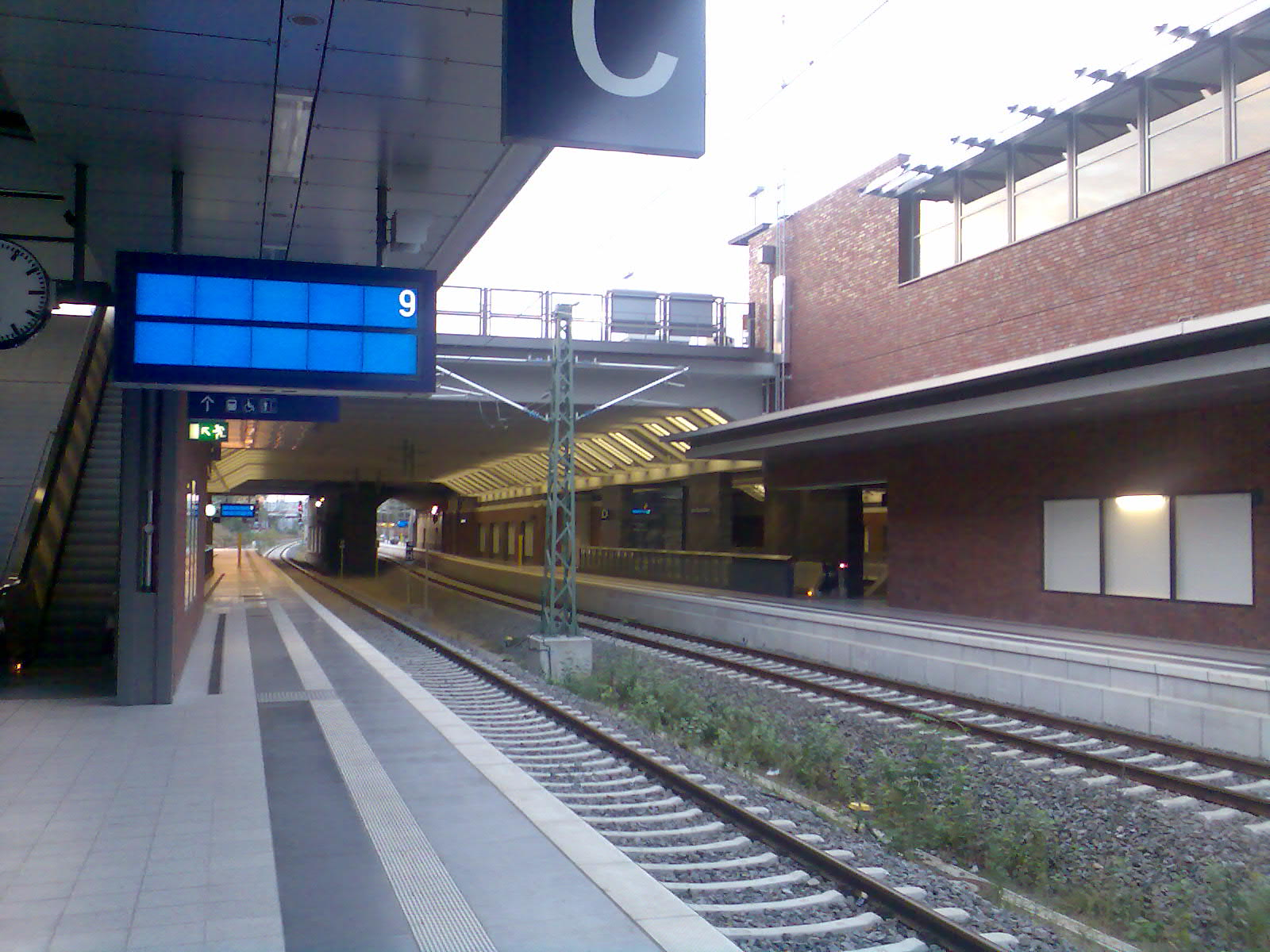
Interno della stazione
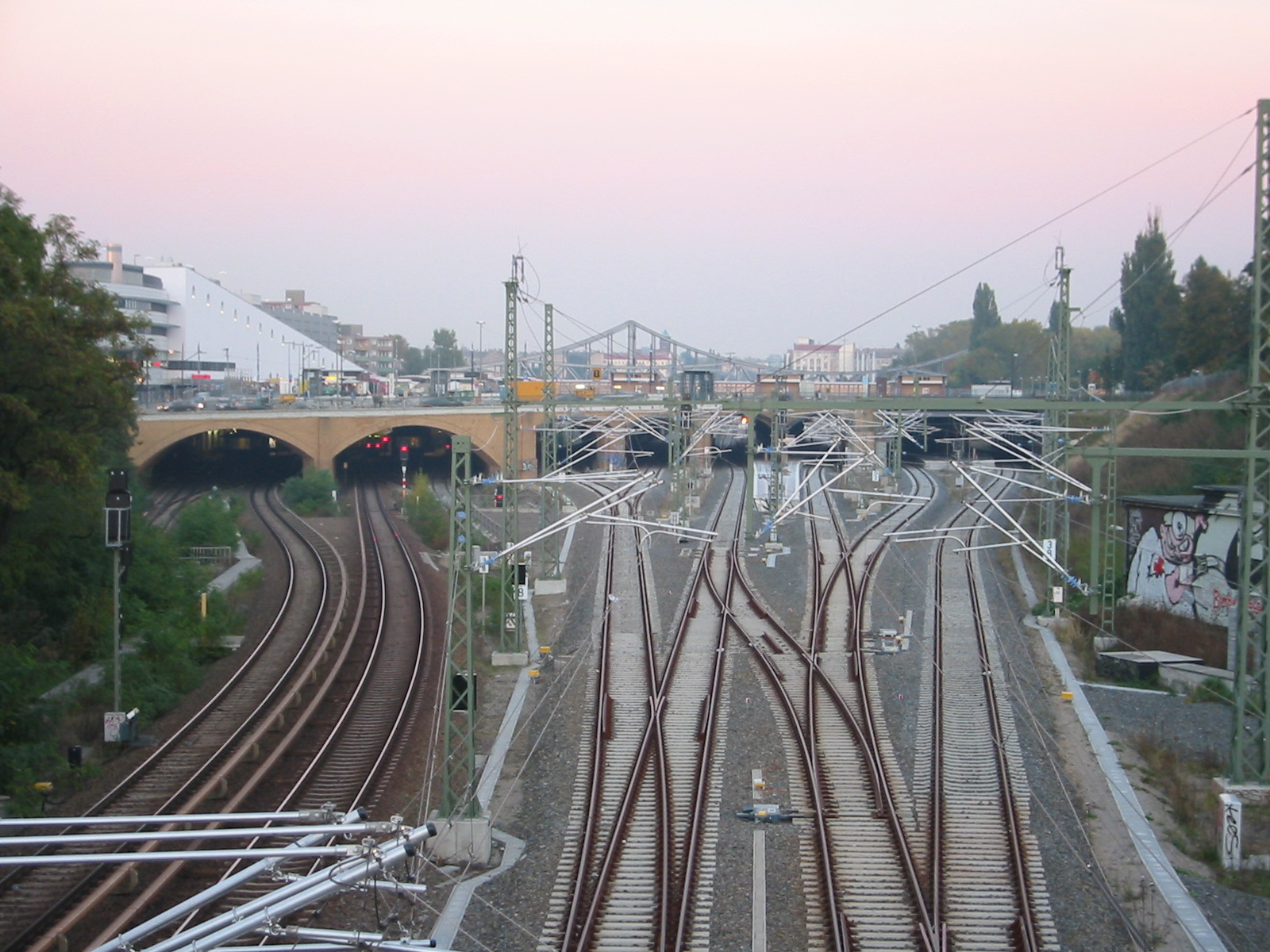
Visione del parco binari
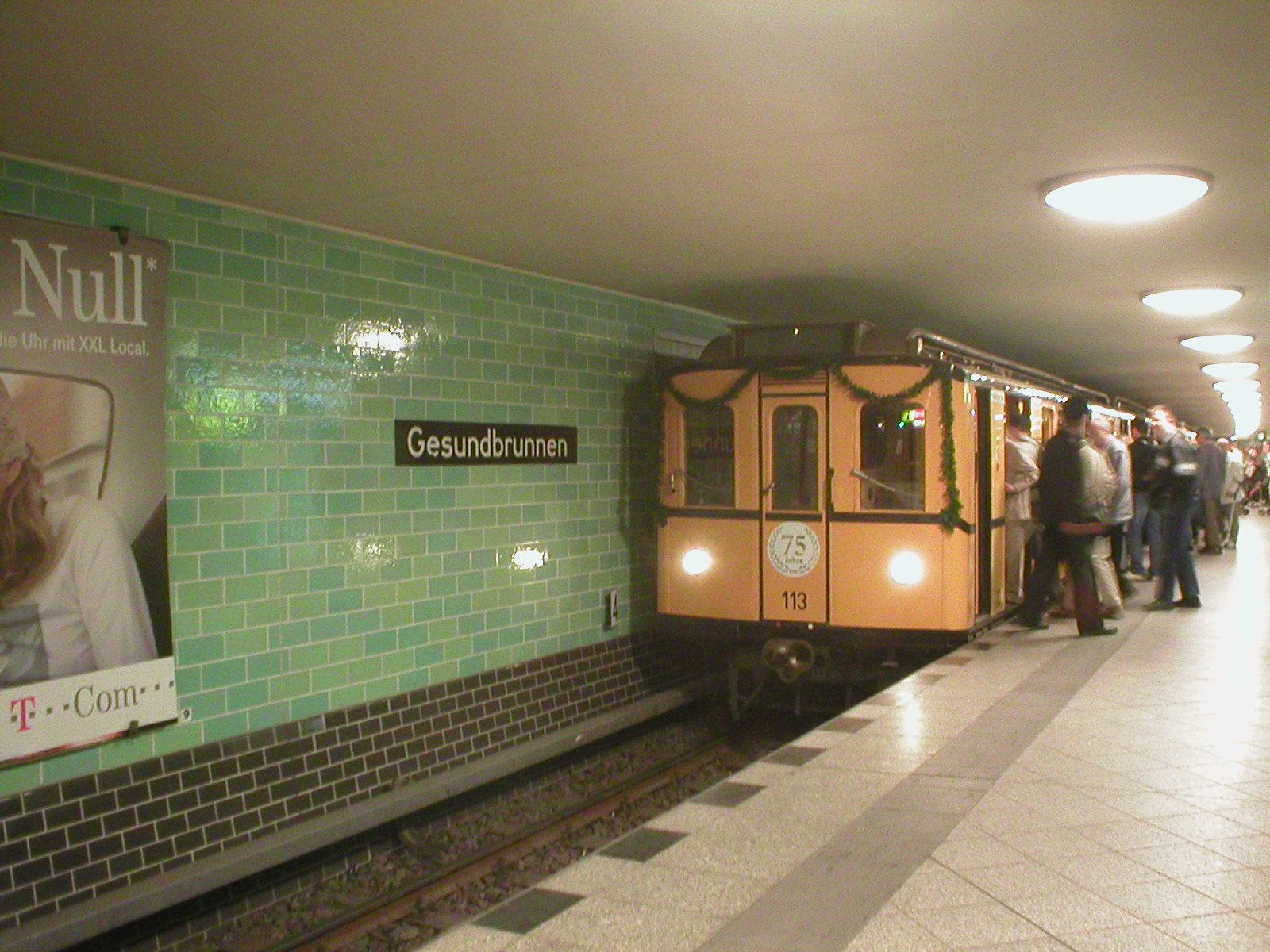
Stazione della U-Bahn